# Платов, Иван Михайлович
Иван Михайлович Платов (23 ноября 1897 года, дер. Варваровка, Адуевская волость, Медынский уезд, Калужская губерния — 8 января 1950 года, Москва) — советский военный деятель, генерал-майор (10 ноября 1942 года).

## Начальная биография
Иван Михайлович Платов родился 23 ноября 1897 года в деревне ныне Медынского района Калужской области.
В 1916 году окончил реальное училище Ляшука в Москве, после чего поступил в Московский коммерческий институт.

## Военная служба

### Первая мировая и гражданская войны
1 октября 1916 года И. М. Платов призван в ряды Русской императорской армии, направлен кандидатом для поступления в Александровское военное училище и 2 декабря зачислен юнкером 7-й роты. 29 марта 1917 года после окончания учёбы произведён в прапорщики и назначен младшим офицером в составе 150-го запасного полка, дислоцированного в Вольске, а в июне переведён младшим офицером в 41-й запасной полк (Юго-Западный фронт), дислоцированный в г. Бар (Подольская губерния). С сентября лечился в госпитале в связи с заболеванием и в декабре 1917 года направлен в отпуск, после чего вернулся на родину и работал в сельской школе в дер. Глухово (Боровский уезд, Калужская губерния).
1 октября 1918 года призван в РККА и назначен военруком Маковской волости, однако 4 мая 1919 года должность была упразднена, а И. М. Платов назначен инструктором 2-й роты в 6-м запасном батальоне с дислокацией в Калуге, а затем с маршевой ротой переведён в 1-й запасной полк 16-й армии в Гжатске, где назначен командиром роты. В июне 1920 года полк убыл в Киев с целью укомплектования 174-й стрелковой бригады и преобразован в 520-й стрелковый. В сентябре из состава полка выделен отряд для борьбы с бандитизмом, в составе которого И. М. Платов назначен помощником начальника этого отряда, после чего принимал участие в ликвидации бандформирований в районе Канева. В октябре 1920 года полк передислоцирован в район Овруча и Олевска, после чего вёл боевые боевые действия против войск под командованием генерала С. Н. Булак-Балаховича, а в декабре участвовал в ликвидации бандитизма в Звенигородском уезде (Киевская губерния).

### Межвоенное время
В конце декабря 1920 года И. М. Платов направлен на учёбу на повторные курсы комсостава при штабе 14-й армии в Умани, после окончания которых с 20 апреля 1921 года служил на 92-х Уманских пехотных курсах комсостава, в составе которых служил на должностях командира взвода, роты и батальона. В сентябре 1922 года курсы были расформированы, а И. М. Платов назначен на должность помощника командира батальона в составе 69-го Харьковского стрелкового полка (23-я стрелковая дивизия, Украинский военный округ). В период с декабря 1922 по июнь 1923 года исполнял должность командира батальона. В декабре 1923 года переведен на должность помощника командира батальона в 68-й стрелковый полк. С мая 1924 года проходил подготовку на Харьковских высших повторных курсах старшего комсостава. В ноябре из-за реорганизации полка направлен в распоряжение Одесской губернской ЧК с назначением на должность командира 35-й отдельной стрелковой (караульной) роты местных войск, дислоцированной в Николаеве.
В июне 1927 года из-за заболевания И. М. Платов уволен в долгосрочный отпуск, после чего работал в кооперативе «Красный железнодорожник». В апреле 1928 года восстановлен в кадрах РККА и направлен в Военную академию имени М. В. Фрунзе, где назначен на должность помощника начальника учебной лаборатории 1-го разряда, в декабре 1931 года — на должность начальника продовольственной части, а в сентябре 1932 года — на должность начальника квартирной части академии.
С 20 ноября 1932 года Иван Михайлович Платов находился под следствием, однако постановлением военного трибунала Московского военного округа от 9 июля 1933 года дело в отношении его прекращено, после чего восстановлен в кадрах РККА и в августе назначен на должность командира батальона в составе 67-го стрелкового Купянского полка (23-я стрелковая дивизия, Украинский военный округ). Одновременно учился на заочном факультете Военной академии имени М. В. Фрунзе и закончил два курса.
В феврале 1936 года направлен на учёбу на курсы «Выстрел», после окончания которых в мае того же года назначен начальником Московского пересыльного пункта, в мае 1938 года — руководителем учебной группы Московского вечернего учебного центра РККА, а в ноябре 1939 года — преподавателем тактики курсов «Выстрел».

### Великая Отечественная война
С началом войны находился на прежней должности.
В сентябре 1941 года назначен на должность начальника 1-го отделения организационно-планового отдела Управления тыла 52-й отдельной армии, которая вела оборонительные боевые действия на правом берегу р. Волхов, а затем принимала участие в боевых действиях в Тихвинской и Любанской наступательной операции.
В марте 1942 года полковник И. М. Платов назначен командиром 288-й стрелковой дивизии, ведшей боевые действия на плацдарме на западном берегу р. Волхов в районе Водосье, Пертечино, однако уже апреле переведён на должность начальника отдела боевой подготовки Волховской оперативной группы Ленинградского фронта, сформированной на базе войск Волховского фронта, а с июня исполнял должность начальника района переправ Волховского фронта 2-го формирования.
В начале июля 1942 года назначен командиром 378-й стрелковой дивизии, которая вела оборонительные боевые действия на рубеже Овинец — Спасская Полисть, а с марта — в районе Карбусели. В период с 11 апреля по 14 июля 1943 года дивизия находилась в резерве Волховского фронта на доукомплектовании и с июля принимал участие в ходе Мгинской наступательной операции. В августе генерал-майор И. М. Платов освобождён от занимаемой должности и назначен командиром 52-го полка резерва офицерского состава Волховского фронта.
23 января 1944 года переведён на должность командира 80-й стрелковой дивизии, которая принимала участие в боевых действиях ходе Новгородско-Лужской наступательной операции, а также в боях за города Тосно и Любань и на нарвском плацдарме. 12 апреля 1944 года генерал-майор И. М. Платов в районе Нарвы был тяжело ранен, после чего лечился в госпитале. После излечения в июне назначен на должность командира 10-й стрелковой дивизии, принимавшей участие в ходе Выборгской наступательной операции. .
13 декабря 1944 года направлен на учёбу на ускоренный курс Высшей военной академии имени К. Е. Ворошилова.

### Послевоенная карьера
После окончания учёбы генерал-майор И. М. Платов с августа 1945 года состоял в резерве Ставки Верховного Главнокомандования и затем направлен в Военную академию имени М. В. Фрунзе, где в ноябре того же года назначен на должность заместителя начальника научно-исследовательского отдела, а в апреле 1946 года — на должность начальника 3-го курса факультета заочного обучения академии.
Генерал-майор Иван Михайлович Платов 10 октября 1946 года вышел в запас. Умер 8 января 1950 года в Москве. Похоронен на Калитниковском кладбище.

## Награды
- Орден Ленина (21.02.1945);
- Два ордена Красного Знамени (04.04.1943, 03.11.1944);
- Медали.